# Batalla de Maratón
La batalla de Maratón (en griego antiguo Μάχη τοῦ Μαραθῶνος; en griego moderno Μάχη του Μαραθώνα; en latín Marathonia pugna) fue un enfrentamiento armado que definió el desenlace de la primera guerra médica. Ocurrió el 12 de septiembre del 490 a. C. y tuvo lugar en los campos y la playa de la ciudad de Maratón, situada a pocos kilómetros de Atenas, en la costa este de Ática. Enfrentó por un lado al rey persa Darío I, que deseaba invadir y conquistar Atenas por su participación en la revuelta jónica, y, por otro lado, a los atenienses y sus aliados (de Platea, entre otros). Una proeza recordada en esta batalla por Heródoto fue la de Filípides, que recorrió el camino de Atenas a Esparta (240 km) para pedir ayuda al ejército espartano. Esparta rehusó ayudar a los atenienses, alegando encontrarse en fechas de celebraciones religiosas.
Tras la revuelta de Jonia, Darío decidió castigar a la ciudad griega que había prestado ayuda a sus súbditos rebeldes. Después de tomar Naxos y Eretria, la expedición persa, con el consejo de Hipias, que esperaba recuperar el poder en Atenas, desembarcó en la playa de Maratón. Tras cinco días cara a cara, las falanges ateniense y platense aplastaron a la infantería persa que huyó y se embarcó de nuevo con fuertes bajas. El ejército griego se retiró rápidamente a Atenas para impedir el desembarco de la otra parte del cuerpo expedicionario persa en Falero, uno de los puertos de la ciudad.
Esta victoria puso fin a la primera guerra médica. Diez años después, tuvo lugar un nuevo ataque por orden de Jerjes I. La batalla de Maratón desempeñó un papel político importante mediante la afirmación del modelo democrático ateniense y el inicio de grandes carreras militares para los generales atenienses como Milcíades o Arístides el Justo.
Maratón sigue siendo una de las batallas más famosas de la Antigüedad, sobre todo a través de las conmemoraciones que suscitó, como la carrera de maratón en los Juegos Olímpicos de 1896 en Atenas.

## Contexto

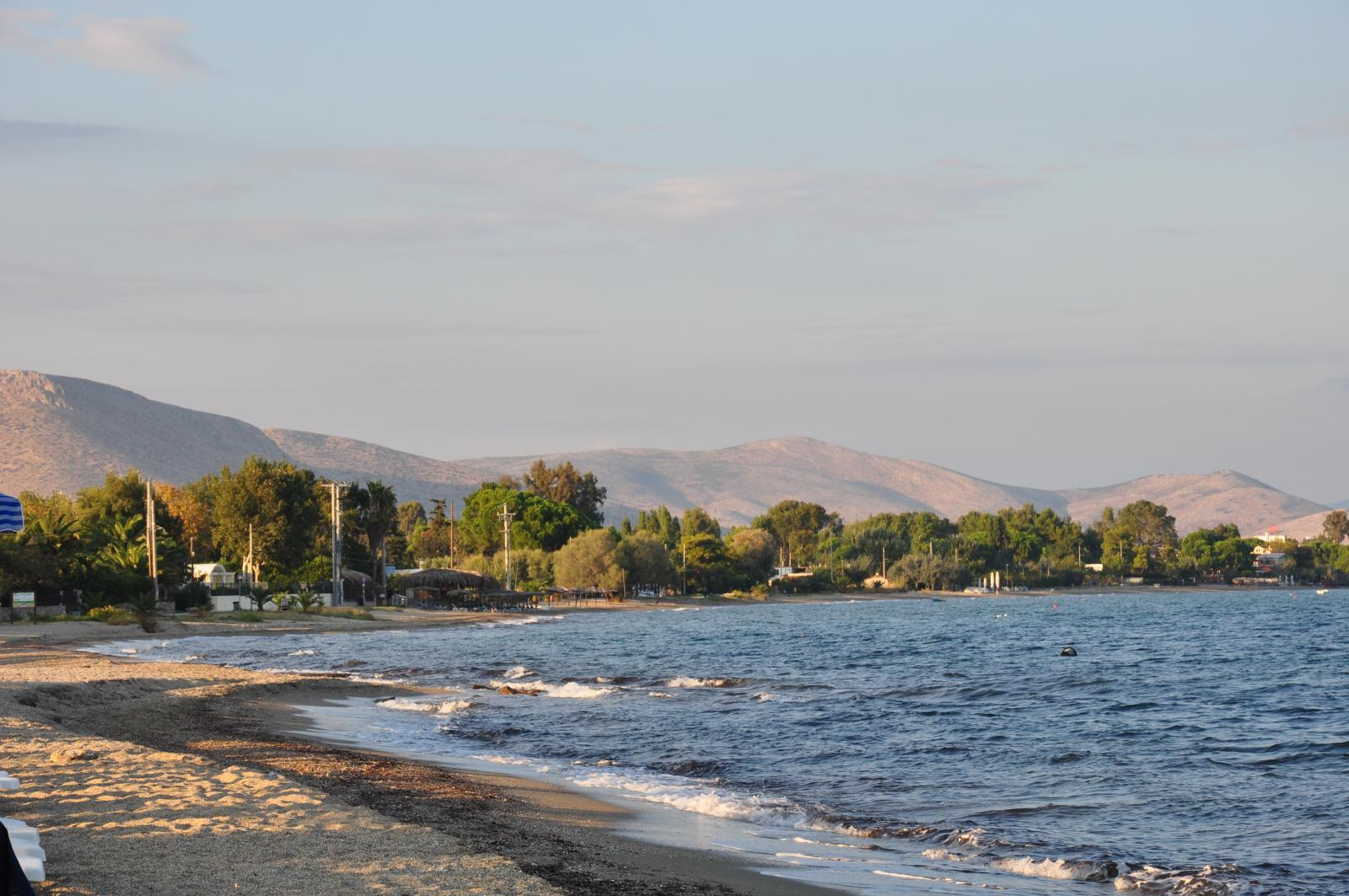
Playas de Maratón (actualmente)

Mapa de las regiones en la antigüedad; en oscuro, la región donde se desató la revuelta.

Mapa de la campaña militar persa.

## Fecha de la batalla

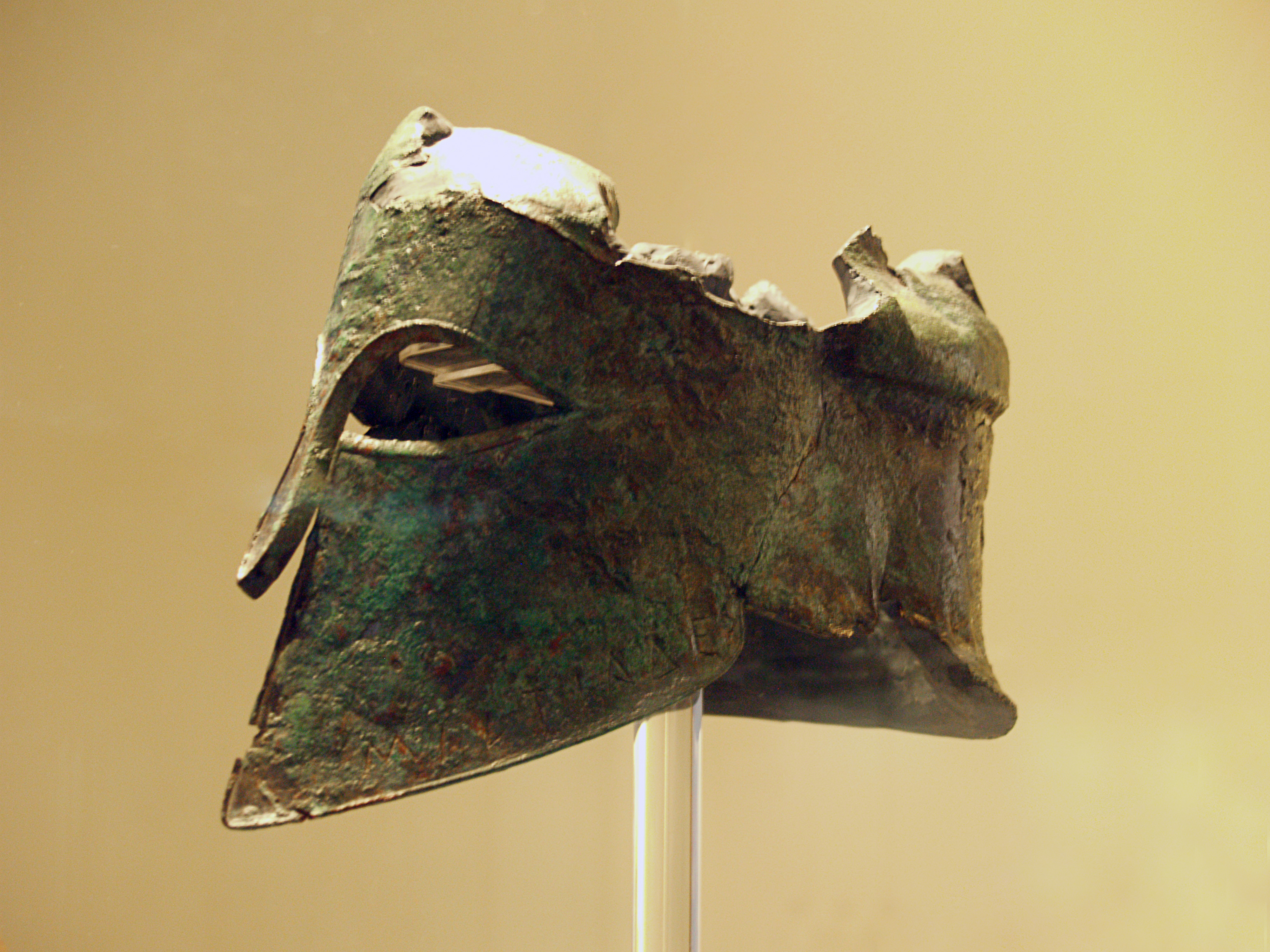
Casco de Milcíades, considerado héroe de la batalla de Maratón. Este casco, grabado con el nombre de ΜΙΛΤΙΑΔΗΣ, fue ofrecido al Templo de Zeus de Olimpia por Milcíades para consagrar la victoria de Maratón.

### Preludio

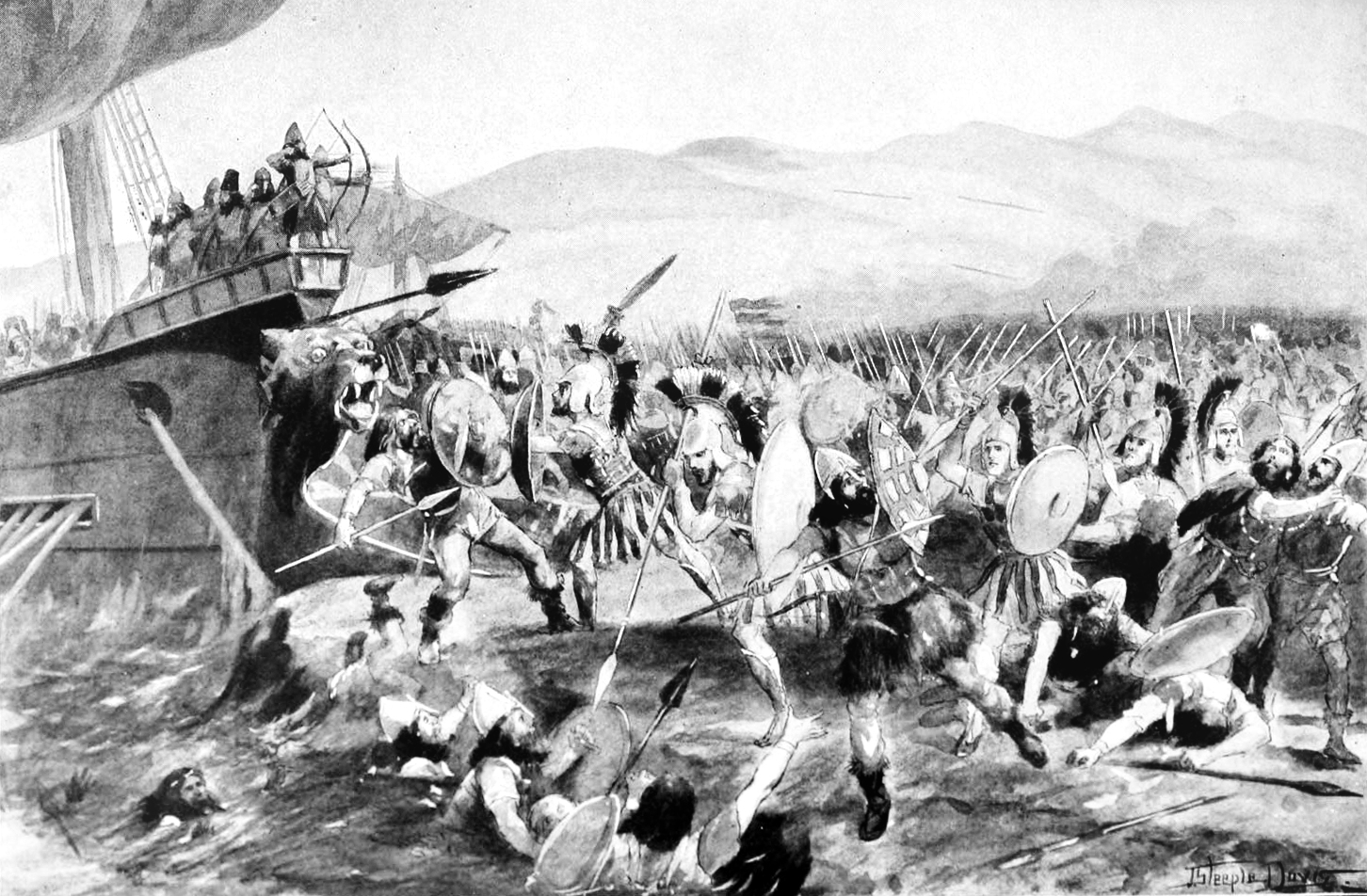
Representación de la batalla por John Steeple Davis,1900.

#### Fuerzas

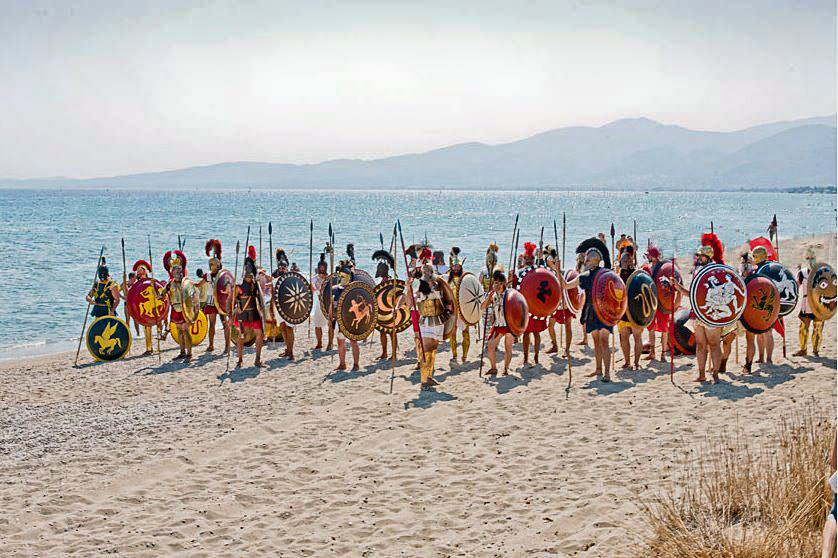
Recreación de la falange griega. Los hoplitas no fueron equipados uniformemente, pues podían comprar su propio equipo y adornarlo a su criterio.

#### Táctica

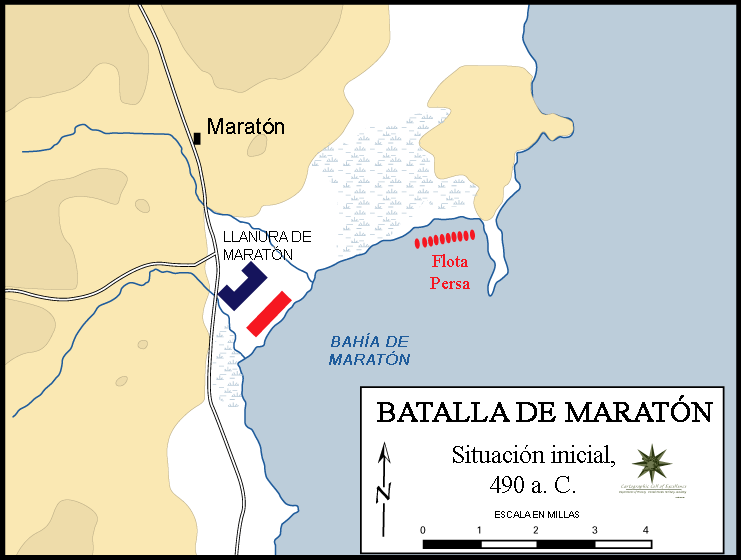
Las posiciones iniciales de las tropas antes del combate. Los griegos (azules) levantaron sus alas para alentar las esquinas de su centro perceptiblemente más pequeño en una forma de C. La flota persa (en color rojo) estaba anclada en el este, y su ejército estaba formado en línea recta. Esa gran distancia de los barcos desempeñó un papel fundamental en las fases posteriores de la batalla.

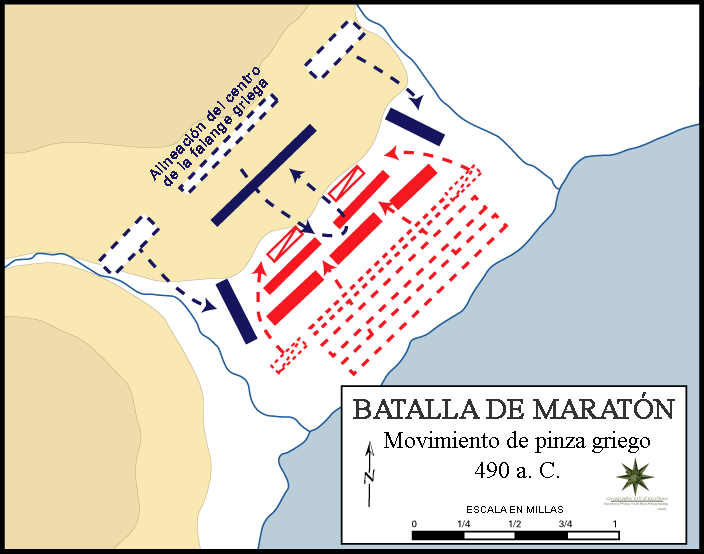
Las alas de los griegos (en azul) envuelven los flancos persas (en rojo) mientras que su centro realiza un ataque en retroceso que llena el vacío dejado por los griegos.

### Detonante

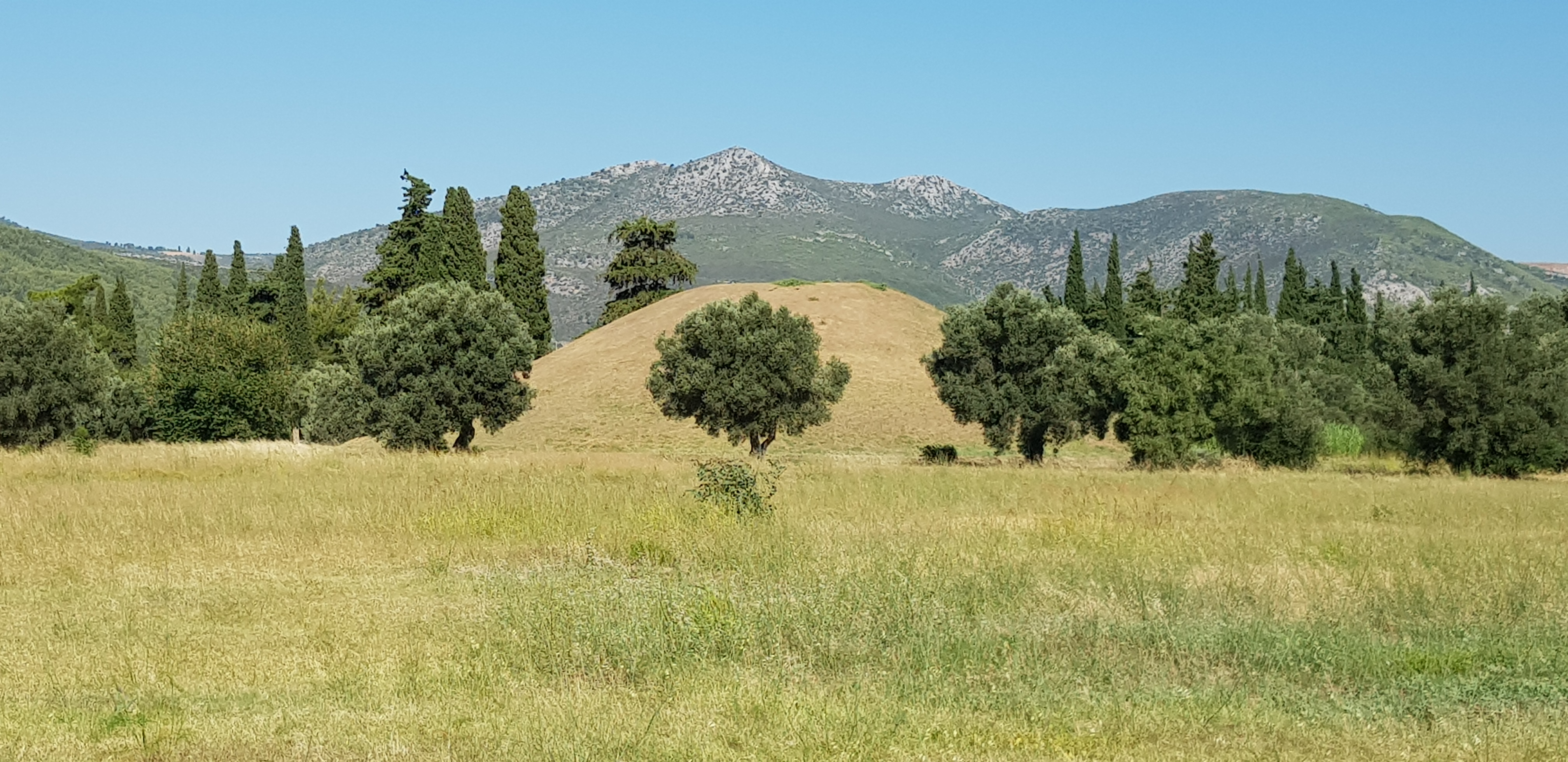
Túmulo de los atenienses, Maratón, 2022